# Tipulamima festiva
Tipulamima festiva là một loài bướm đêm thuộc họ Sesiidae. Nó được biết đến ở Cộng hòa Congo, Cameroon và Gabon.